# Fernmeldeturm Berlin-Schäferberg
Der Fernmeldeturm Berlin-Schäferberg ist ein für die Öffentlichkeit nicht zugänglicher Fernmeldeturm auf dem 103 m ü. NHN hohen Schäferberg im Südwesten von Berlin (Ortsteil Wannsee, Bezirk Steglitz-Zehlendorf). Mit einer Höhe von 212 Metern ist er laut der Liste der höchsten Bauwerke in Berlin das dritthöchste Bauwerk, nach dem Fernsehturm und dem Sender Scholzplatz.
Errichtet wurde der Turm im Auftrag der Landespostdirektion Berlin von der Essener Firma Hochtief. Die offizielle Einweihung erfolgte am 17. Juli 1964 in Anwesenheit der drei für Berlin (West) zuständigen alliierten Stadtkommandanten und des Bürgermeisters Heinrich Albertz. Architekt war Hans Gerds, Ingenieur Walther Pieckert. Heute gehört der Turm der Deutsche Funkturm (DFMG), einer Tochtergesellschaft der Deutschen Telekom mit Sitz in Münster. Seit 2023 ist die DFMG zu 51 % im Besitz des kanadischen Unternehmens Brookfield Asset Management und der US-Firma DigitalBridge.
Bei seiner Inbetriebnahme diente der Turm hauptsächlich der Realisierung von Richtfunkverbindungen nach Westdeutschland über das Gebiet der DDR. Zusätzlich waren bereits zwei Rundfunksender für das 2. und 3. Fernsehprogramm (ZDF und „Nordkette“) installiert.
Heute beherbergt der Turm neben Mobilfunkeinrichtungen zahlreiche Sendeanlagen zur Verbreitung öffentlich-rechtlichen und privaten Rundfunks. Dazu gehören Hörfunk in analoger (FM auf Ultrakurzwelle/Band II) und digitaler (DAB+ auf Band III) Technik sowie das Fernsehen im Digitalstandard DVB-T2 HD auf Band IV/V.
Darüber hinaus befindet sich auf dem Funkturm ein Amateurfunkrelais, das im 2-m-Band und im 70-cm-Band und 23-cm-Band arbeitet. Die Rufzeichen dieser Relais lauten:
•	DB0SP für 2 m und 70 cm (145,600 MHz & 439,425 MHz)
•	DB0BLN für 23 cm (1298,700 MHz).

## Geschichte

### Vorgänger

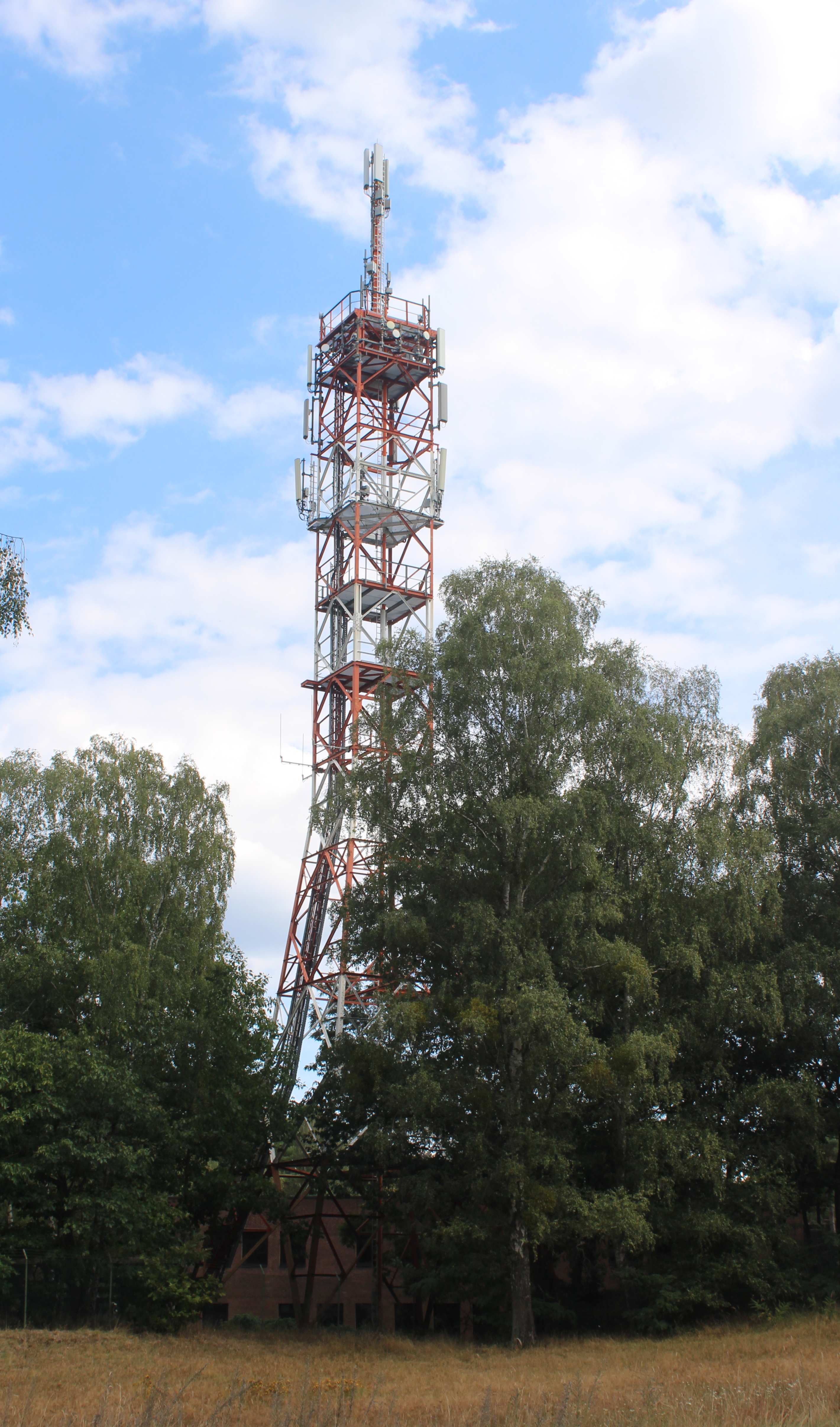
Vorgängerbau (Stahlfachwerkturm) auf dem Schäferberg

Zur Entlastung der Richtfunkstelle Nikolassee war bereits 1959 auf dem Schäferberg in der Nähe des Strandbads Wannsee ein 45 m hoher freistehender Stahlfachwerkturm (Richtfunkstelle Berlin 3) errichtet worden. Er trug zwei Parabolantennen von jeweils 10 m Durchmesser. Erstmals wurde im 2-GHz-Bereich der Troposcatter-Richtfunk erprobt. Gesendet wurde mit 1 kW mit einem Klystron. Im Endausbau waren 360 Fernsprechkanäle (3 × 120) verfügbar. Gegenstation war die 190 Kilometer entfernte Richtfunkstelle Torfhaus im Oberharz, wo eine baugleiche Anlage stand, die in den 1990er Jahren wieder abgebaut wurde. Der Berliner Turm dient nach Demontage der Parabolspiegel heute vorwiegend dem Mobilfunk.

### Bau
Am 17. März 1961 wurde mit dem Eingießen des Betons in die 13 Meter tiefe Baugrube von einem Durchmesser von 71,6 Metern begonnen. Ende Oktober 1962 war der Rohbau beendet. In einer Höhe von 101,6 Metern bis 132,44 Metern besitzt der Turm sechs Betriebsgeschosse (Nr. 28 bis 33). Der 186,5 Meter hohe Turmschaft hat unten einen Außendurchmesser von 12 Meter. In 97 Metern Höhe, unterhalb der Betriebsgeschosse, beträgt der Durchmesser 6,91 Meter. Die Wanddicke liegt unten bei 75 Zentimetern und reduziert sich nach oben auf 55 Zentimeter.

### Funktechnik
Zunächst wurden vom neuen Turm Verbindungen im 250-MHz-Bereich (später auf 400 MHz umgestellt) zu der nur 135 Kilometer entfernten Richtfunkstelle auf dem Höhbeck (Mast Gartow 1) realisiert. Als Richtantennen dienten quadratische Gitterkonstruktionen auf den oberen Turmplattformen bzw. der Turmspitze. Mit hohen Sendeleistungen wurde der (wetterabhängige) Beugungseffekt der Radiowellen ausgenutzt. Im Vollausbau waren so 2400 Fernsprechkanäle (20 × 120) verfügbar. Kurz nach der Wiedervereinigung wurden die wartungsintensiven und über 20 Jahre alten Anlagen 1991 abgeschaltet.
Im Spätsommer 1966 wurden für zusätzliche Scatter-Richtfunkstrecken nach Torfhaus im Harz am unteren Turmschaft in 35 bzw. 55 Metern über dem Boden zwei Cassegrain-Parabolantennen von je 18 Metern Durchmesser installiert. Sie hatten eine Masse von jeweils 10 Tonnen; dazu kam die Befestigungskonstruktion von jeweils fünf Tonnen. Wegen dieser insgesamt 30 Tonnen schweren Antennenanlage, die überdies eine hohe zusätzliche Windlast erzeugte, musste der Fernmeldeturm Berlin-Schäferberg für dreimal größere Beanspruchungen dimensioniert werden als der gleich hohe Stuttgarter Fernsehturm. Die dem Wind ausgesetzte Turmfläche mit allen Antennen betrug 780 m2. Die Richtantennen erforderten eine hohe Steifigkeit. Die Auslenkung der Turmspitze betrug bei schwachem Wind etwa 20 Zentimeter; im Maximum traten 1,7 Meter auf. In Höhe der Betriebsgeschosse waren es rund 50 cm.
In Torfhaus wurde zeitgleich ein 57 Meter hoher Stahlfachwerkturm mit ebenfalls zwei 18-Meter-Parabolspiegeln aufgebaut. Die ersten Verbindungen vom FMT Schäferberg nach Torfhaus gingen im Juli 1967 in Betrieb. Im Vollausbau waren bei einer Senderausgangsleistung von 1 kW auf Frequenzen um 1,9 GHz drei Betriebslinien zu je 960 analogen Fernsprechkanälen (3 × 960 = 2880 Kanäle) realisiert, die zusätzlich die Übertragung von zwei analogen Fernsehprogrammen erlaubten (Austauschleitung). Die im Jahr 1987 erneuerten Scatter-Richtfunkgeräte waren noch bis Anfang 1995 in Betrieb. Die beiden großen Parabolspiegel am Turm Schäferberg wurden am 11./12. November 1996 demontiert. Der Stahlfachwerkturm in Torfhaus, dessen große Parabolspiegel ebenfalls abgebaut wurden, dient weiter als Träger von Richtfunk- und Mobilfunkantennen.

### DRM-Versuchssender
Zur Funkausstellung 2001 wurden DRM-Versuchssendungen im Gleichwellenbetrieb auf der Frequenz 1485 kHz im Mittelwellenbereich vom Fernmeldeturm Schäferberg, der Richtfunkanlage Berlin-Frohnau und in Rüdersdorf abgestrahlt. Hierfür waren an den drei Standorten separate Langdrahtantennen installiert.

## Frequenzen und Programme

### Analoges Radio (UKW)
Der Privatsender BB Radio nutzte bis zum 12. Dezember 2016 seine für den Berliner Fernsehturm Alex koordinierte Frequenz 107,5 MHz mit erlaubten 100 kW alternativ vom Fernmeldeturm Berlin-Schäferberg mit nur 13 kW, seitdem sendet sie wieder vom ursprünglich koordinierten Standort auf dem Fernsehturm mit 40 kW.
Beim Antennendiagramm sind im Falle gerichteter Strahlung die Hauptstrahlrichtungen in Grad angegeben.
| Frequenz (MHz) | Programm          | RDS PS    | RDS PI | Regionalisierung | ERP (kW) | Antennendiagramm rund (ND)/gerichtet (D) | Polarisation horizontal (H)/vertikal (V) |
| -------------- | ----------------- | --------- | ------ | ---------------- | -------- | ---------------------------------------- | ---------------------------------------- |
| 89,2           | Radio Potsdam     | POTSDAM_  | 103B   | -                | 0,5      | D (240°-290°)                            | H                                        |
| 90,7           | 88vier            | 88vier    | 1A2A   | -                | 0,1      | D (70°-110°)                             | H                                        |
| 94,8           | BBC World Service | BBC World | D02E   | -                | 4        | D (0°-100°, 160°-240°)                   | H                                        |

### Digitales Radio (DAB)
Seit 2. August 2021 wird der Fernmeldeturm Schäfersberg für die Ausstrahlung privater Radioprogramme nach dem Digitalradiostandard genutzt.
DAB wird meist in horizontaler Polarisation und im Gleichwellenbetrieb mit anderen Sendern ausgestrahlt. Für den Kanal 12D werden vertikale Strahler in niedrigerer Höhe verwendet.
| Block                           | Programme | ERP (kW) | Antennen- diagramm rund (ND)/ gerichtet (D) | Gleichwellennetz (SFN)                                                                                    |
| ------------------------------- | --- | -------- | ------------------------------------------- | --- |
| 12D Berlin/BRBG K12D (D__00012) | DAB+-Block der Media Broadcast: - 94,3 rs2 (72 kbps) - 104.6 RTL (72 kbps) - 105.5 Spreeradio (72 kbps) - BB Radio (72 kbps) - bigFM Berlin (72 kbps) - BRF 91.4 (72 kbps) - Energy Berlin (72 kbps) - ERF Jess (72 kbps) - Power Radio (72 kbps) - Schlager Radio (72 kbps) - Radio Cottbus (72 kbps) - Radio Paloma (72 kbps) - Radio Potsdam (72 kbps) - Star FM Rock (72 kbps) - BHeins (72 kbps) - Radio Slubfurt (72 kbps) - Radio Woltersdf (72 kbps) - Radio Ginseng (72 kbps) - Radiokombinat (72 kbps) - freies Radio Pdm (72 kbps) | 10       | ND                                          | - Berlin: Berliner Fernsehturm, Berlin (Schäferberg) - Brandenburg: Booßen, Calau, Cottbus (Hufelandstr.) |

### Digitales Fernsehen (DVB-T2)
Am 29. März 2017 wurde der Regelbetrieb von DVB-T2 HD aufgenommen. Seitdem senden im DVB-T2-Standard die Programme der ARD (rbb-Mux), des ZDF sowie das kommerzielle Angebot von Freenet TV (in Irdeto verschlüsselt) im HEVC-Videokodierverfahren und in Full-HD-Auflösung. Die DVB-T2 HD-Ausstrahlungen vom Sender Berlin-Schäferberg sind im Gleichwellenbetrieb (Single Frequency Network) mit anderen Sendestandorten.
Alle kursiv dargestellten Sender sind verschlüsselt und nur über die DVB-T2 HD-Plattform freenet TV empfangbar.
| Kanal | Frequenz (MHz) | Multiplex                                                | Programme im Multiplex | ERP (kW) | Antennendiagramm rund (ND)/ gerichtet (D) | Polarisation horizontal (H) / vertikal (V) | Modulationsverfahren | FEC | Guardintervall | Bitrate (MBit/s) | Gleichwellennetz (SFN)                                                                                                |
| ----- | -------------- | -------------------------------------------------------- | --- | -------- | ----------------------------------------- | ------------------------------------------ | -------------------- | --- | -------------- | ---------------- | --- |
| 25    | 506            | rbb 1 (ARD)                                              | - Das Erste HD - Tagesschau24 HD - MDR Sachsen HD - NDR FS NDS HD - rbb Berlin HD - rbb Brandenburg HD - SWR BW HD                                                                                  | 50       | ND                                        | H                                          | 64-QAM               | 3/5 | 19/256         | 23,6             | Berlin-Wannsee (Schäferberg), Berliner Fernsehturm Alex, Berlin-Charlottenburg (Scholzplatz), Frankfurt/Oder (Booßen) |
| 40    | 626            | rbb 2 (ARD)                                              | - Arte HD - Phoenix HD - One HD - BR Fernsehen HD - HR-Fernsehen HD - WDR HD Köln | 50       | ND                                        | H                                          | 64-QAM               | 3/5 | 19/256         | 23,6             | Berlin-Wannsee (Schäferberg), Berliner Fernsehturm Alex, Berlin-Charlottenburg (Scholzplatz), Frankfurt/Oder (Booßen) |
| 33    | 570            | Substream 0: ZDF (ZDFmobil) Substream 1: Media Broadcast | Substream 0: - ZDF HD - ZDFinfo HD - ZDFneo HD - 3sat HD - KiKA HD Substream 1: - Freenet TV connect                                                                                                | 50       | ND                                        | H                                          | 64-QAM               | 3/5 | 19/128         | 22               | Berlin-Wannsee (Schäferberg), Berliner Fernsehturm Alex, Frankfurt/Oder (Booßen)                                      |
| 27    | 522            | Media Broadcast (RTL Group)                              | - RTL HD - Vox HD - Super RTL HD - RTL Zwei HD - n-tv HD - Nitro HD - Tele 5 HD | 50       | ND                                        | H                                          | 64-QAM               | 2/3 | 1/16           | 27,6             | Berlin-Wannsee (Schäferberg), Berliner Fernsehturm Alex, Berlin-Charlottenburg (Scholzplatz)                          |
| 31    | 554            | Media Broadcast (ProSiebenSat.1 Media)                   | - Sat.1 HD - ProSieben HD - Kabel Eins HD - Sixx HD - ProSieben Maxx HD - Sat.1 Gold HD - Sport1 HD                                                                                                 | 50       | ND                                        | H                                          | 64-QAM               | 2/3 | 1/16           | 27,6             | Berlin-Wannsee (Schäferberg), Berliner Fernsehturm Alex, Berlin-Charlottenburg (Scholzplatz)                          |
| 42    | 642            | Media Broadcast                                          | Substream 0: - Disney Channel HD - Welt HD - DMAX HD - Eurosport 1 HD - Nickelodeon HD - test - QVC HD - HSE HD - Bibel TV HD Substream 1: - freenet.TV Info - ssu (System Software Update service) | 50       | ND                                        | H                                          | 64-QAM               | 2/3 | 1/16           | 27,6             | Berlin-Wannsee (Schäferberg), Berliner Fernsehturm Alex, Berlin-Charlottenburg (Scholzplatz)                          |

### Digitales Fernsehen (DVB-T)
Die DVB-T-Ausstrahlungen vom Fernmeldeturm Berlin-Schäferberg endeten im Wesentlichen am 29. März 2017. Sie liefen im Gleichwellenbetrieb (Single Frequency Network) mit anderen Sendestandorten. In Deutschland war dieses Sendernetz, als es 2003 schrittweise startete, das Erste seiner Art. Übergangsweise werden auf K47/682 MHz derzeit noch die Programme 123tv und Juwelo / Spreekanal (beide vorher K59/778 MHz) im DVB-T-Modus abgestrahlt.
| Kanal | Frequenz (MHz) | Multiplex                   | Programme im Multiplex | ERP (kW) | Antennendiagramm rund (ND)/ gerichtet (D) | Polarisation horizontal (H) / vertikal (V) | Modulationsverfahren | FEC | Guardintervall | Bitrate (MBit/s) | Gleichwellennetz (SFN)                                                                       |
| ----- | -------------- | --------------------------- | --- | -------- | ----------------------------------------- | ------------------------------------------ | -------------------- | --- | -------------- | ---------------- | -------------------------------------------------------------------------------------------- |
| 25    | 506            | RTL Group Berlin            | - RTL Television - RTL II - Super RTL - Vox | 50       | ND                                        | H                                          | 16-QAM (8-k-Modus)   | 2/3 | 1/8            | 14,75            | Berlin-Wannsee (Schäferberg), Berliner Fernsehturm Alex                                      |
| 27    | 522            | ARD Digital (rbb)           | - Das Erste (rbb) - rbb Fernsehen Berlin - Phoenix - Tagesschau24/rbb Fernsehen Brandenburg (19:30–20:00 Uhr) | 50       | ND                                        | H                                          | 16-QAM (8-k-Modus)   | 2/3 | 1/8            | 14,75            | Berlin-Wannsee (Schäferberg), Berliner Fernsehturm Alex, Berlin-Charlottenburg (Scholzplatz) |
| 33    | 570            | ZDFmobil                    | - ZDF - 3sat - ZDFinfo - KiKA (06–21:00 Uhr)/ZDFneo (21–06:00 Uhr) | 50       | ND                                        | H                                          | 16-QAM (8-k-Modus)   | 2/3 | 1/4            | 13,27            | Berlin-Wannsee (Schäferberg), Berliner Fernsehturm Alex, Frankfurt/Oder (Booßen)             |
| 39    | 618            | Gemischt Berlin 4           | - Bibel TV - Disney Channel - QVC - Bayerisches Fernsehen - n-tv - nice - visual radio - Euronews (6:00–9:00 Uhr und 22:00–0:00 Uhr)/Channel 21 (0:00–6:00 und 9:00–22:00) - Multithek (HbbTV-Dienst mit mehreren Streams) | 50       | ND                                        | H                                          | 64-QAM               | 2/3 | 1/8            | 22,12            | Berlin-Wannsee (Schäferberg), Berliner Fernsehturm Alex                                      |
| 44    | 658            | ProSiebenSat.1 Media Berlin | - ProSieben - Sat.1 - Kabel Eins - N24 | 50       | ND                                        | H                                          | 16-QAM (8-k-Modus)   | 2/3 | 1/8            | 14,75            | Berlin-Wannsee (Schäferberg), Berliner Fernsehturm Alex                                      |
| 47    | 682            | ARD regional (rbb) Berlin   | - MDR Fernsehen Sachsen - Arte - NDR Fernsehen Niedersachsen - HR-Fernsehen | 50       | ND                                        | H                                          | 16-QAM (8-k-Modus)   | 2/3 | 1/8            | 14,75            | Berlin-Wannsee (Schäferberg), Berliner Fernsehturm Alex, Berlin-Charlottenburg (Scholzplatz) |
| 50    | 706            | Gemischt Berlin 1           | - WDR Fernsehen Köln - SWR Fernsehen Baden-Württemberg/SWR Fernsehen Rheinland-Pfalz (wöchentlich wechselnd) - HSE24 - Tele 5                                                                                              | 50       | ND                                        | H                                          | 16-QAM (8-k-Modus)   | 2/3 | 1/8            | 14,75            | Berlin-Wannsee (Schäferberg), Berliner Fernsehturm Alex                                      |
| 56    | 754            | Gemischt Berlin 2           | - ProSieben Maxx - Eurosport - TV Berlin - Sixx | 20       | ND                                        | H                                          | 16-QAM (8-k-Modus)   | 2/3 | 1/8            | 14,75            | Berlin-Wannsee (Schäferberg), Berliner Fernsehturm Alex                                      |
| 59    | 778            | Gemischt Berlin 3           | - TLC - ManouLenz.TV - Juwelo/Spreekanal - 1-2-3.tv | 5        | ND                                        | H                                          | 16-QAM (8-k-Modus)   | 2/3 | 1/8            | 14,75            | Berlin-Wannsee (Schäferberg), Berliner Fernsehturm Alex                                      |

### Analoges Fernsehen
Bis zur Umstellung auf DVB-T wurden vom Schäferberg folgende Programme in analogem PAL gesendet:
| Kanal | Frequenz (MHz) | Programm                   | ERP (kW) | Sendediagramm rund (ND)/ gerichtet (D) | Polarisation horizontal (H)/ vertikal (V) |
| ----- | -------------- | -------------------------- | -------- | -------------------------------------- | ----------------------------------------- |
| 22    | 479,25         | Fernsehen aus Berlin (FAB) | 25       | D                                      | H                                         |
| 25    | 503,25         | Sat.1                      | 125      | D                                      | H                                         |
| 29    | 535,25         | VOX                        | 14,1     | D                                      | H                                         |
| 33    | 567,25         | ZDF                        | 330      | ND                                     | H                                         |
| 39    | 615,25         | SFB1                       | 200      | ND                                     | H                                         |
| 47    | 679,25         | RTL II                     | 100      | D                                      | H                                         |
| 56    | 751,25         | RTL                        | 100      | D                                      | H                                         |

## Erdfunkstelle Wannsee
Bei der Deutschen Bundespost begannen 1986 die Planungen für die Erdfunkstelle Wannsee die sich in unmittelbarer Nähe des Fernmeldeturm Schäferberg befindet. Auf dem Areal einer früheren Müllkippe am Roedenbecksteig 11 in Wannsee wurde eine Anlage mit acht Parabolspiegeln von einem Durchmesser zwischen 5 und 18 m errichtet. Im Februar 1987 gingen die ersten Antennen in Betrieb; erst nach der deutschen Wiedervereinigung erfolgte im Jahr 1991 die endgültige Fertigstellung der Satellitenfunkstelle (Lage), die später durch die KB Impuls Satelliten GmbH (KBISAT) von der Deutschen Telekom übernommen wurde.

## Galerie

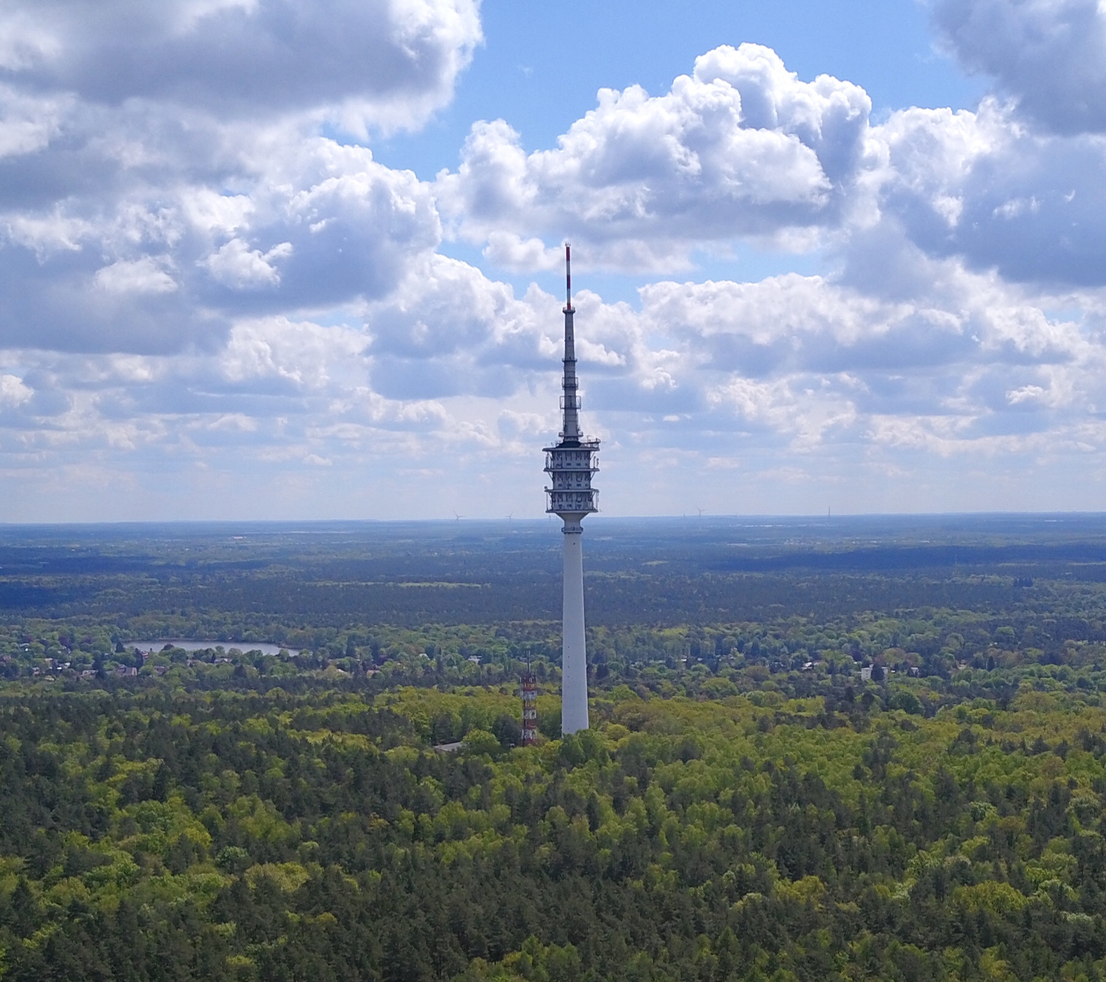
Der Fernmeldeturm von Norden aus gesehen
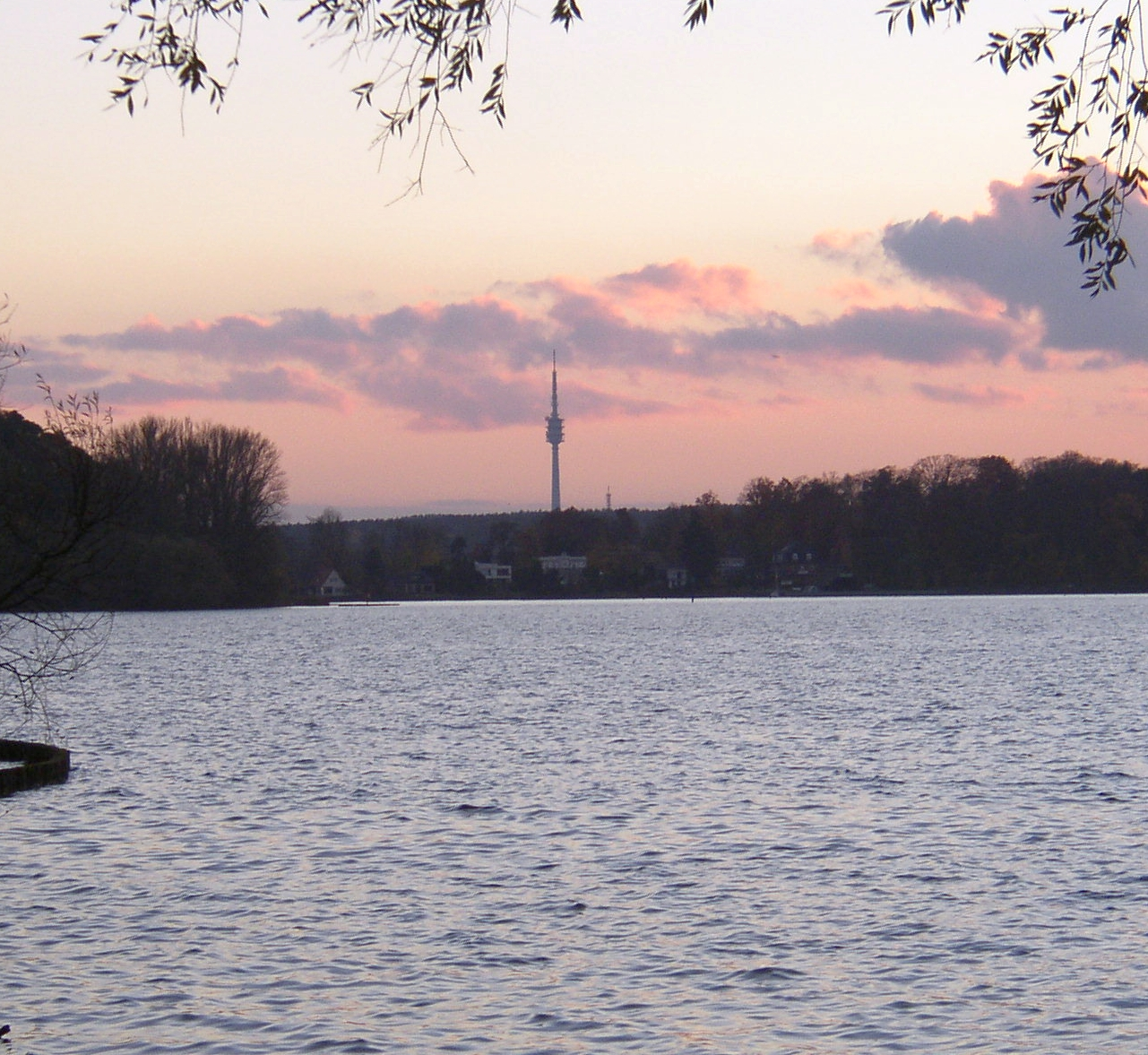
Der Fernmeldeturm von der Großen Steinlanke aus gesehen
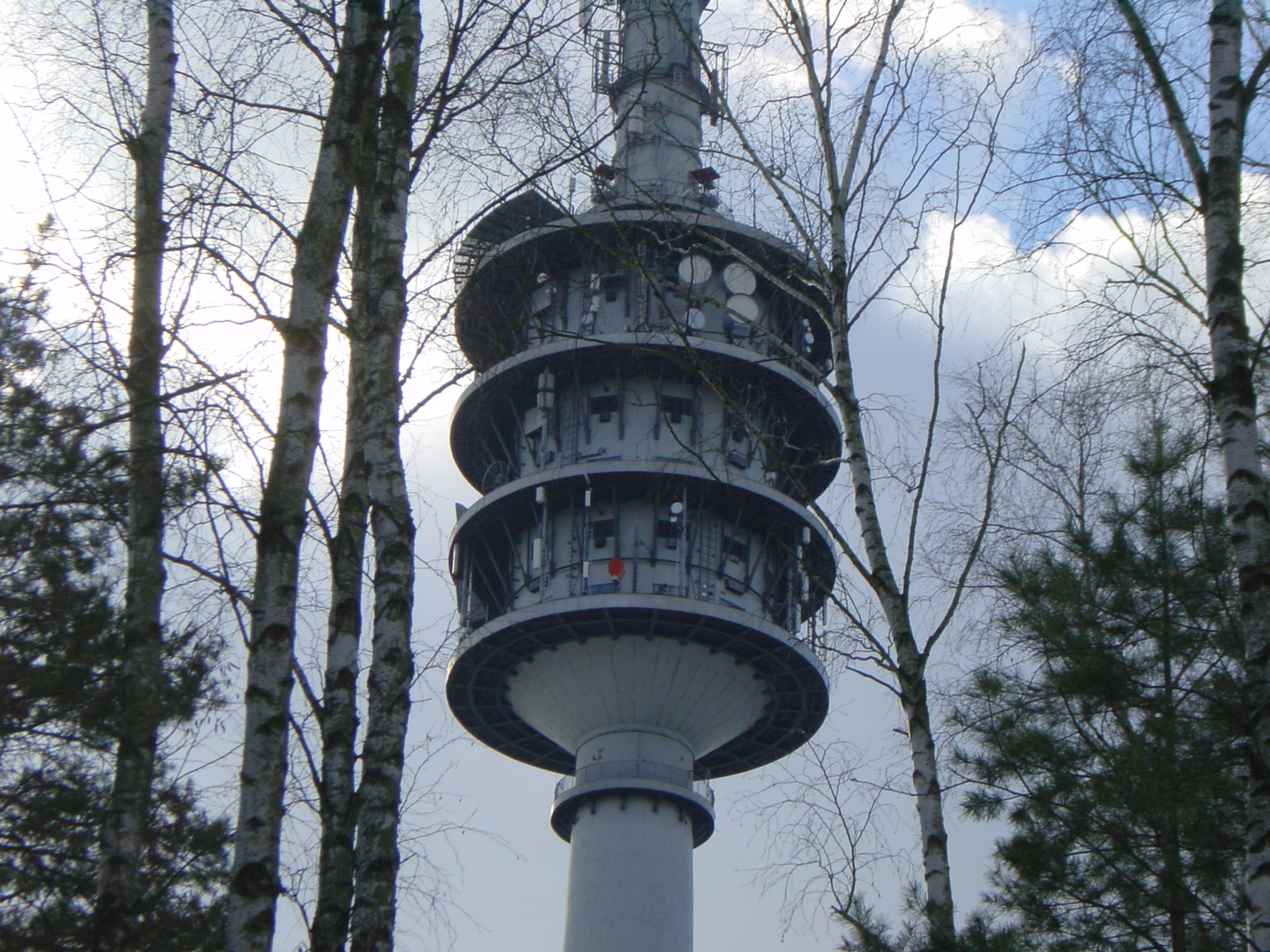
Turmkorb des Fernmeldeturms Schäferberg
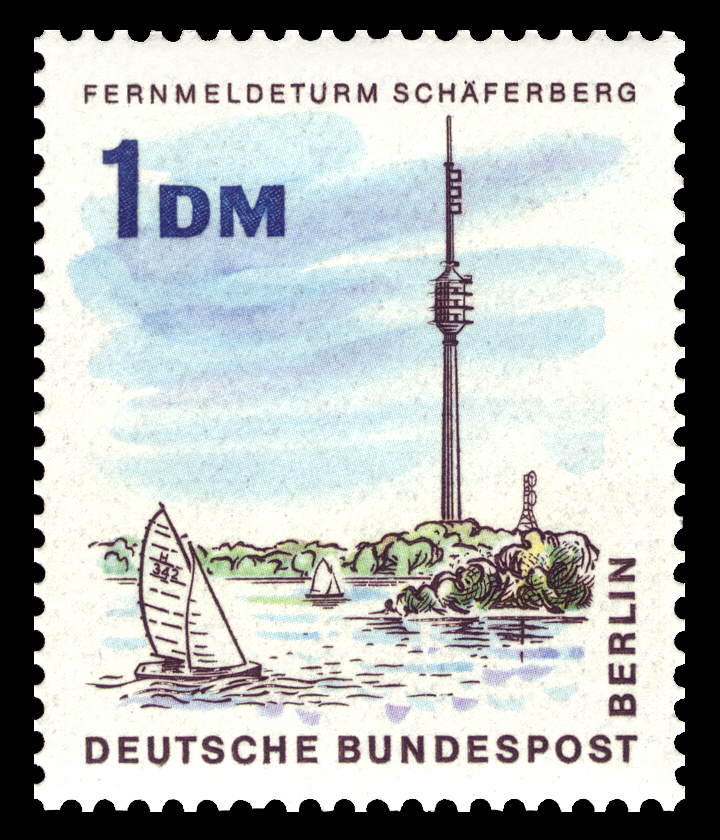
Berliner Sondermarke aus dem Jahr 1965
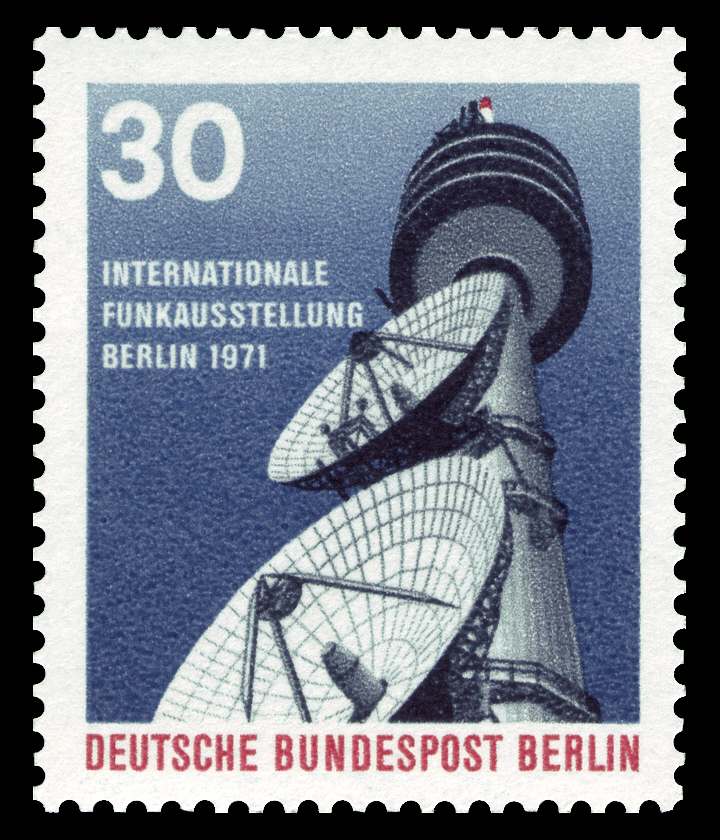
Berliner Sondermarke mit dem Fernmeldeturm Schäferberg und den beiden Richtfunkparabol-antennen Richtung Torfhaus Internationale Funkausstellung 1971